# Сергиенко, Людмила Борисовна
Людмила Борисовна Сергиенко (род. 17 декабря 1945) — советская и российская оперная певица (сопрано), педагог, народная артистка РСФСР.

## Биография
Людмила Борисовна Сергиенко родилась 17 декабря 1945 года. 
В 1964 окончила Луганское музыкальное училище (по классу фортепиано).
В 1971 окончила Харьковский институт искусств по классу Т. Я. Веске (сольное пение) и И. М. Полян (камерное пение).
С 1977 года выступала в Большом театре.
С 1990-х годов работает на кафедре академического пения и оперной подготовки в Московском институте музыки имени А. Г. Шнитке, преподаёт сольное пение, постановку голоса, камерный класс, профессор.

### Семья
- Муж — певец, педагог Владислав Аркадьевич Верестников (1947—2024), был солистом Большого театра, народный артист России[2].

## Награды и премии
- II премия V Международного конкурса имени П. И. Чайковского (1974)[3].
- Заслуженная артистка УССР (1976).
- Народная артистка РСФСР (1986).
- Серебряная медаль Фонда Ирины Архиповой (2005)[4].

## Работы в театре
- «Снегурочка» Н. Римского-Корсакова — Купава[5]
- «Кармен» Ж. Бизе — Микаэла[2]
- «Леди Макбет Мценского уезда» Д. Шостаковича — Екатерина Львовна Измайлова[6]